# Supercoupe de Russie de football 2019
La Supercoupe de Russie de 2019 est la dix-septième édition de la Supercoupe de Russie. Ce match de football prend place le 6 juillet 2019 à la VTB Arena de Moscou.
Elle oppose l'équipe du Zénith Saint-Pétersbourg, championne de Russie en 2018-2019, à celle du Lokomotiv, vainqueur de la Coupe de Russie 2018-2019. C'est la troisième fois que ces deux équipes se rencontrent dans le cadre de la compétition, les deux confrontations précédentes ayant été remportées par le Zénith en 2008 et 2015.
La rencontre est cette fois-ci remportée par le Lokomotiv, qui ouvre à l'origine le score à la sixième minute par l'intermédiaire de Fiodor Smolov avant de concéder l'égalisation en fin de première mi-temps sur un but de Sardar Azmoun, qui inscrit un doublé peu après le début de la deuxième période pour donner l'avantage au Zénith. Alekseï Miranchuk égalise par la suite pour les Moscovites à la 78e minute avant d'inscrire le but de la victoire trois minutes plus tard, portant le score final à 3-2.

## Feuille de match
| ·             |                     |     |
| Titulaires :  |                     |     |
|               |                     |     |
| 99            | Andreï Louniov      |     |
| 6             | Branislav Ivanović  |     |
| 19            | Igor Smolnikov      |     |
| 44            | Yaroslav Rakitskiy  |     |
| 10            | Emiliano Rigoni     | 86e |
| 16            | Christian Noboa     | 46e |
| 18            | Iouri Jirkov        |     |
| 27            | Magomed Ozdoïev     |     |
| 7             | Sardar Azmoun       | 77e |
| 11            | Sebastián Driussi   |     |
| 22            | Artiom Dziouba      |     |
|               |                     |     |
| Remplaçants : |                     |     |
| 20            | Róbert Mak          | 86e |
| 21            | Aleksandr Yerokhine | 46e |
| 77            | Luka Đorđević       | 77e |
|               |                     |     |
| Entraîneur :  |                     |     |
| Sergueï Semak |                     |     |

| ·             |                       |       |
| Titulaires :  |                       |       |
|               |                       |       |
| 1             | Guilherme Marinato    |       |
| 2             | Dmitri Jivogliadov    | 84e   |
| 14            | Vedran Ćorluka        |       |
| 27            | Murilo                |       |
| 6             | Dmitri Barinov        |       |
| 7             | Grzegorz Krychowiak   |       |
| 11            | Anton Miranchuk       |       |
| 31            | Maciej Rybus          |       |
| 59            | Alekseï Miranchuk     |       |
| 9             | Fiodor Smolov         | 90+5e |
| 17            | Rifat Jemaletdinov    | 67e   |
|               |                       |       |
| Remplaçants : |                       |       |
| 3             | Brian Idowu           | 84e   |
| 18            | Aleksandr Kolomeïtsev | 90+5e |
| 19            | Éder                  | 67e   |
|               |                       |       |
| Entraîneur :  |                       |       |
| Iouri Siomine |                       |       |

| ·             |                     |     |
| Titulaires :  |                     |     |
|               |                     |     |
| 99            | Andreï Louniov      |     |
| 6             | Branislav Ivanović  |     |
| 19            | Igor Smolnikov      |     |
| 44            | Yaroslav Rakitskiy  |     |
| 10            | Emiliano Rigoni     | 86e |
| 16            | Christian Noboa     | 46e |
| 18            | Iouri Jirkov        |     |
| 27            | Magomed Ozdoïev     |     |
| 7             | Sardar Azmoun       | 77e |
| 11            | Sebastián Driussi   |     |
| 22            | Artiom Dziouba      |     |
|               |                     |     |
| Remplaçants : |                     |     |
| 20            | Róbert Mak          | 86e |
| 21            | Aleksandr Yerokhine | 46e |
| 77            | Luka Đorđević       | 77e |
|               |                     |     |
| Entraîneur :  |                     |     |
| Sergueï Semak |                     |     |

| ·             |                       |       |
| Titulaires :  |                       |       |
|               |                       |       |
| 1             | Guilherme Marinato    |       |
| 2             | Dmitri Jivogliadov    | 84e   |
| 14            | Vedran Ćorluka        |       |
| 27            | Murilo                |       |
| 6             | Dmitri Barinov        |       |
| 7             | Grzegorz Krychowiak   |       |
| 11            | Anton Miranchuk       |       |
| 31            | Maciej Rybus          |       |
| 59            | Alekseï Miranchuk     |       |
| 9             | Fiodor Smolov         | 90+5e |
| 17            | Rifat Jemaletdinov    | 67e   |
|               |                       |       |
| Remplaçants : |                       |       |
| 3             | Brian Idowu           | 84e   |
| 18            | Aleksandr Kolomeïtsev | 90+5e |
| 19            | Éder                  | 67e   |
|               |                       |       |
| Entraîneur :  |                       |       |
| Iouri Siomine |                       |       |

### Statistiques
| Statistique    | Zénith | Lokomotiv |
| -------------- | ------ | --------- |
| Buts marqués   | 2      | 3         |
| Tirs           | 9      | 15        |
| Tirs cadrés    | 5      | 8         |
| Possession     | 48%    | 52%       |
| Corners        | 7      | 7         |
| Fautes         | 17     | 13        |
| Hors-jeux      | 1      | 2         |
| Cartons jaunes | 2      | 1         |
| Cartons rouges | 1      | 0         |